# Ioan Someșan
Ioan Someșan (n. 20 septembrie 1896 – d. secolul XX, Bistrița) a fost un delegat în Marea Adunare Națională de la Alba Iulia, organismul legislativ reprezentativ al „tuturor românilor din Transilvania, Banat și Țara Ungurească”, cel care a adoptat hotărârea privind Unirea Transilvaniei cu România, la 1 decembrie 1918.:p.128

## Biografie
Ioan Someșan și-a făcut pregătirea profesională la Școala de ucenici, urmând ca acesta să fie meseriaș în Bistrița.A decedat la Bistrița.:p.128

## Activitatea politică

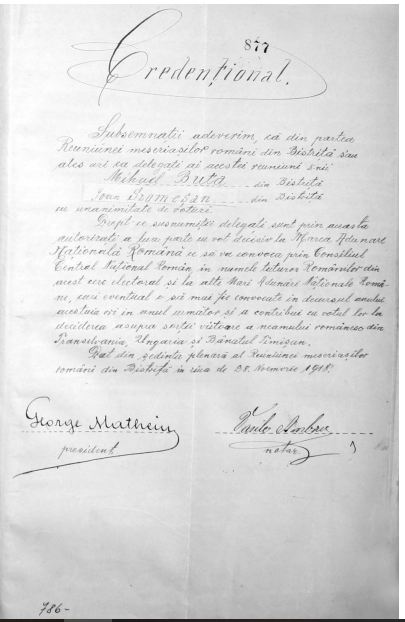
Credenționalul Reuniunii meseriașilor români din Bistrița, în care scrie ca Ioan Someșan a fost ales, la data de 28 noiembrie 1918, deputat în Marea Adunare Națională de la Alba Iulia

Ioan Someșan a fost membru al Consiliului Național Român Central, la nivelul orașului Bistrița. Ca deputat în Adunarea Națională din 1 decembrie 1918, Ioan Someșan a reprezentat Reuniunea meseriașilor români din Bistrița:p.128, alături de Mihail Buta:p.71.